# Freccia Vallone 1987
La Freccia Vallone 1987, cinquantunesima edizione della corsa, si svolse il 15 aprile 1987 per un percorso di 245 km. La vittoria fu appannaggio del francese Jean-Claude Leclercq, che completò il percorso in 6h19'23" precedendo il belga Claude Criquielion e il tedesco occidentale Rolf Gölz.
Al traguardo del muro di Huy furono 63 i ciclisti, dei 239 partiti da Spa, che portarono a termine la competizione.

## Ordine d'arrivo (Top 10)
| Pos. | Corridore            | Squadra          | Tempo    |
| ---- | -------------------- | ---------------- | -------- |
| 1    | Jean-Claude Leclercq | Toshiba-Look     | 6h19'23" |
| 2    | Claude Criquielion   | Hitachi-Marc     | a 26"    |
| 3    | Rolf Gölz            | Superconfex      | a 51"    |
| 4    | Stephen Roche        | Carrera-Vagabond | a 56"    |
| 5    | Yvon Madiot          | Système U        | a 1'07"  |
| 6    | Paul Watson          | ANC-Halfords     | a 1'22"  |
| 7    | Dag Otto Lauritzen   | 7-Eleven-Hoonved | a 1'29"  |
| 8    | Martial Gayant       | Système U        | a 1'45"  |
| 9    | Alberto Volpi        | Gewiss-Bianchi   | a 1'58"  |
| 10   | Moreno Argentin      | Gewiss-Bianchi   | a 2'30"  |